# Бачка крепост
Бачката крепост (на сръбски: Бачка тврђава) е средновековна крепост край град Бач във Войводина, Сърбия.
Разположена е в западния край на града, на западния бряг на река Мостонга. Споменава се от XII век, като запазените днес укрепления са построени през 1338-1342 година от крал Карой Роберт. Крепостта е частично разрушена и изоставена при потушаването на въстанието на Ракоци през 1711 година.